# Eulinognathus
Eulinognathus ist eine Gattung der Echten Tierläuse mit weltweiter Verbreitung, die bei Nagetieren parasitiert. Der Kopf ist langgestreckt und verbreitert sich etwas hinter den in der Mitte entspringenden Fühlern. Augen und Augenhöcker fehlen. Um die Mundöffnung ist ein Kranz kleiner, dreieckiger Zähnchen ausgebildet. Der Kopf ist tief in den Thorax eingesunken. Das Abdomen hat weder Sterniten noch Tergiten, aber fünf Paare von Pleuriten, von denen das erste am stärksten entwickelt ist. Die Borsten am Bauch sind lang, abgeflacht und am Ende stumpf. Das erste Beinpaar ist schwach entwickelt.

## Arten
Die folgende Aufzählung stellt die Arten mit ihren Wirten dar:
- Eulinognathus aculeatus (Neumann, 1912), Wirt Springmäuse
- Eulinognathus alactaguli Blagoveshtchensky, 1965, Wirt Erdhase
- Eulinognathus allactagae Johnson, 1957, Wirt Mongolischer Pferdespringer
- Eulinognathus americanus Ewing, 1923, Wirt Kammratten
- Eulinognathus biuncatus Ferris, 1932, Wirt Raufuß-Springmaus
- Eulinognathus bolivianus Werneck, 1952, Wirt Hochland-Kammratte
- Eulinognathus cardiocranius Chin, 1992, Wirt Fünfzehen-Zwergspringmaus
- Eulinognathus denticulatus Cummings, 1916, Wirt Südafrikanischer Springhase
- Eulinognathus dipodis Blagoveshtchensky, 1965, Wirte Raufuß-Springmaus, Mongolischer Pferdespringer
- Eulinognathus elateri Chirov & Ozerova, 1990, Wirt Kleiner Pferdespringer
- Eulinognathus eremodipodis Blagoveshtchensky, 1965, Wirt Lichtenstein-Springmaus
- Eulinognathus euchoreutae Cais, 1977, Wirt Riesenohr-Springmaus
- Eulinognathus gentilis Blagoveshtchensky, 1965, Wirt Kleiner Pferdespringer
- Eulinognathus hepperi Ronderos and Capri, 1969, Wirt Cuvier-Hasenmaus
- Eulinognathus hesperius Johnson, 1957, Wirte Kleine Wüstenspringmaus, Vierzehen-Springmaus
- Eulinognathus hilli (Bedford, 1929), Wirt Afrikanischer Graumull
- Eulinognathus hypogeomydis Paulian, 1961, Wirt Votsotsa
- Eulinognathus inermis Cais, 1977, Wirt Kammzehen-Springmaus
- Eulinognathus jaculi Blagoveshtchensky, 1965, Wirt Jaculus turcmenicus
- Eulinognathus lawrensis (Bedford, 1929), Wirt Kap-Strandgräber
- Eulinognathus lophiomydis (Ferris, 1932), Wirt Mähnenratte
- Eulinognathus patagonicus Castro & Cicchino, 1986, Wirt Seidenkammratte
- Eulinognathus pygerethmi Blagoveshtchensky, 1965, Wirt Pygeretmus shitkovi
- Eulinognathus scirtopodae Blagoveshtchensky, 1965, Wirt Westliche Dickschwanzspringmaus
- Eulinognathus tokmaki Chirov & Ozerova, 1990, Wirt Großer Pferdespringer
- Eulinognathus torquatus Castro, 1982, Wirt Halsband-Kammratte
- Eulinognathus wernecki Castro & Cicchino, 1986, Wirt Tucumán-Kammratte